# اینگرس ۱۲۶۱۱
سیارک ۱۲۶۱۱ (به انگلیسی: 12611 Ingres، نامگذاری:2555P-L) دوازده هزار و ششصد و یازدهمین سیارک کشف شده‌است که در ۲۴ سپتامبر ۱۹۶۰ کشف شد.